# 青沼ちあさ
青沼 ちあさ（あおぬま ちあさ、1975年8月1日 - ）は、日本の元グラビアアイドル、元AV女優。1990年代に活動した。
埼玉県岩槻市（現 さいたま市岩槻区）出身。一部の雑誌に、1974年生まれとしているものがある。

## 経歴
1993年、『投稿写真』（サン出版）8月号の巻頭特集でグラビアデビュー。名付け親は写真家古川春彦。当初はヌードにはなるがアダルトビデオには出演しないというスタンスで、英知出版系メディアを中心に芸能活動を続けた。“ヌードル”という新語（ヌードになるアイドルの意味）も登場し、その代表格であった。
「青沼ちあさ」の名を一躍有名にしたのは英知出版の出版物ではなく、海外の写真集スキャンであった。黎明期を脱して利用者が拡大しつつあったインターネットで、この時期日本のヌードグラビアをスキャン、レタッチして、ネットニュース上に投稿することが行われており、それらのスキャン画像を集めたインターネット上のサイトが国内外に乱立、最盛期には50箇所にも達した。この写真集スキャン画像で最大の人気を誇ったのが青沼ちあさであった。こうして海外にも多くのファンが生まれ、日本人美少女モデルの代名詞的存在になった。
日本でも、雑誌のグラビアの時期よりインターネット時代になってから多くのファンが生まれた。1997年末にはほぼグラビア活動が終息していたにもかかわらず、第二次スキャンブームと言える時期がこの後2000年頃まで続いた。
数多くのスキャン画像が初期にはニュースグループにて、後には画像サイトを通じて広まった。
1997年8月、クリスタル映像より突如AVデビュー。出演作3本いずれもソフトな内容であり、良い評価は得られなかった。結果的に、同年暮れには事実上芸能活動を停止した。
2000年4月、自身のブログで正式に引退を発表した。

## 作品

### 書籍
写真集
- 1975 Birth（1994年8月20日発行、撮影：古川春彦、英知出版）
- HARU YO KOI.（1995年1月25日発行、撮影：古川春彦、英知出版）
- Platonic（1995年6月2日発行、撮影：木村晴、リイド社）
- CHIASA 青沼ちあさブック（1995年11月10日発行、撮影：小沢忠恭、英知出版）

### イメージビデオ
- 青い鳥みつけた　[美少女Hi-fi写真館 Vol.39］（1994年7月20日、英知出版）
- スーパー女子高生・誘惑されて（1994年10月21日、COLORS（笠倉出版社））
- 春が、来た。  [スーパー美少女館]（1995年3月、英知出版）
- 素肌の雫 ［美少女EROS恋写館 Vol.5]（1996年5月、英知出版）
- セクス・アリス ［美少女EROS恋写館 Vol.14]（1997年2月、英知出版）
- ちあさの青い珊瑚礁（夢工房）
- 青沼ちあさ メイキングストーリー（マイキー）
- お宝ガールズ 青沼ちあさ（2001年10月15日）
- The Best of No.1 青沼ちあさDeluxe（2006年8月11日、FIVE STAR）

### アダルトビデオ
- ヴィーナス誕生 女子校生ちあさ そばにいてあげる（1997年8月14日、ヴィーナス）
- 女子校生ちあさ 風に恋して（1997年9月27日、ヴィーナス）
- 女子校生ちあさ 君を知りたい（1997年11月6日、ヴィーナス）
- Crystal Platina Collection 青沼ちあさ（2000年3月31日、MMC）…DVD（3作品+エクストラ）

## 出演作品

### オリジナルビデオ
- 夢で逢いましょう（1996年2月9日、ピンクパイナップル）

### 映画
- 痴漢白書 劇場版 笑顔でサヨナラ（1997年4月19日、制作：ピンクパイナップル、配給：ケイエスエス）